# Miocris nigroscutatus
Miocris nigroscutatus is een keversoort uit de familie boktorren (Cerambycidae). De wetenschappelijke naam van de soort is voor het eerst geldig gepubliceerd in 1902 door Léon Fairmaire. Miocris nigroscutatus is een synoniem van Linda nigroscutata.